# Грудзень-Кольонія
Грудзень-Кольонія (пол. Grudzeń-Kolonia) — село в Польщі, у гміні Славно Опочинського повіту Лодзинського воєводства.
Населення — 103 особи (2011).
У 1975-1998 роках село належало до Пйотрковського воєводства.

## Демографія
Демографічна структура станом на 31 березня 2011 року:
|          | Загалом | Допрацездатний вік | Працездатний вік | Постпрацездатний вік |
| -------- | ------- | ------------------ | ---------------- | -------------------- |
| Чоловіки | 59      | 12                 | 42               | 5                    |
| Жінки    | 44      | 9                  | 26               | 9                    |
| Разом    | 103     | 21                 | 68               | 14                   |